# Multa praeclare
Multa praeclare est un bref apostolique du pape Grégoire XVI, signé le 24 avril 1838, par lequel il supprime tous les diocèses (sauf Goa) dépendant du 'Padroado' portugais, et crée une série de vicariats apostoliques dans les zones hors du contrôle colonial portugais, en Inde et en d’autres pays asiatiques, dépendant directement du Saint-Siège. Le bref est à l’origine de ce que l’on appelle le ‘schisme goanais’.

## Histoire
A la fin du XVIIIe siècle le Portugal n’est plus en mesure de répondre aux obligations missionnaires liées à son pouvoir colonial. Le pays n’a plus les moyens financiers de son engagement missionnaire, régi par le 'Padroado'. De plus le gouvernement portugais est souvent anticlérical et maçonnique. Cependant, le padroado lui est encore utile comme instrument politique d’influence et contrôle.
Comme le Portugal reste sourd aux demandes du Saint-Siège qui souhaite une révision du système de nominations épiscopales dans les pays outremer, le pape Grégoire XVI va de l’avant et crée le vicariat apostolique de Madras (1832). Les droits du Padroado sont complètement ignorés. Le vicaire apostolique du Bengale, Robert Saint-Leger, régit son territoire de manière indépendante avec seule référence à Rome. Cinq autres vicariats sont créés entre 1834 et 1838, dans l’ancienne zone d’influence coloniale portugaise. D’autres seront créés en Chine et Extrême-Orient. Ils dépendent de la ‘Propaganda Fide.
La réaction du gouvernement portugais est virulente, à tel point que le Saint-Siège, par mesure de rétorsion, supprime administrativement tous les diocèses portugais en Inde, sauf celui de Goa. C’est le bref ‘’Multa praeclare’’ du 24 avril 1838 qui confirme l’institution de vicariat apostoliques dans les Indes orientales (largement sous contrôle commercial de la Compagnie britannique des Indes orientales). Cela cause un schisme dans l’Église catholique en Inde (le « schisme goanais »), un certain nombre de prêtres (la plupart d’origine portugaise ou goanaise) et paroisses refusant de reconnaître l’autorité des vicaires apostoliques nommés par Rome.

## Plus tard
Un concordat est signé entre le Saint-Siège et le Portugal en juin 1886, suivi de l'érection de la hiérarchie catholique (lettre Humanae Salutis de Léon XIII, en septembre 1886). C’est la fin du schisme goanais.